# Marek Hemmann

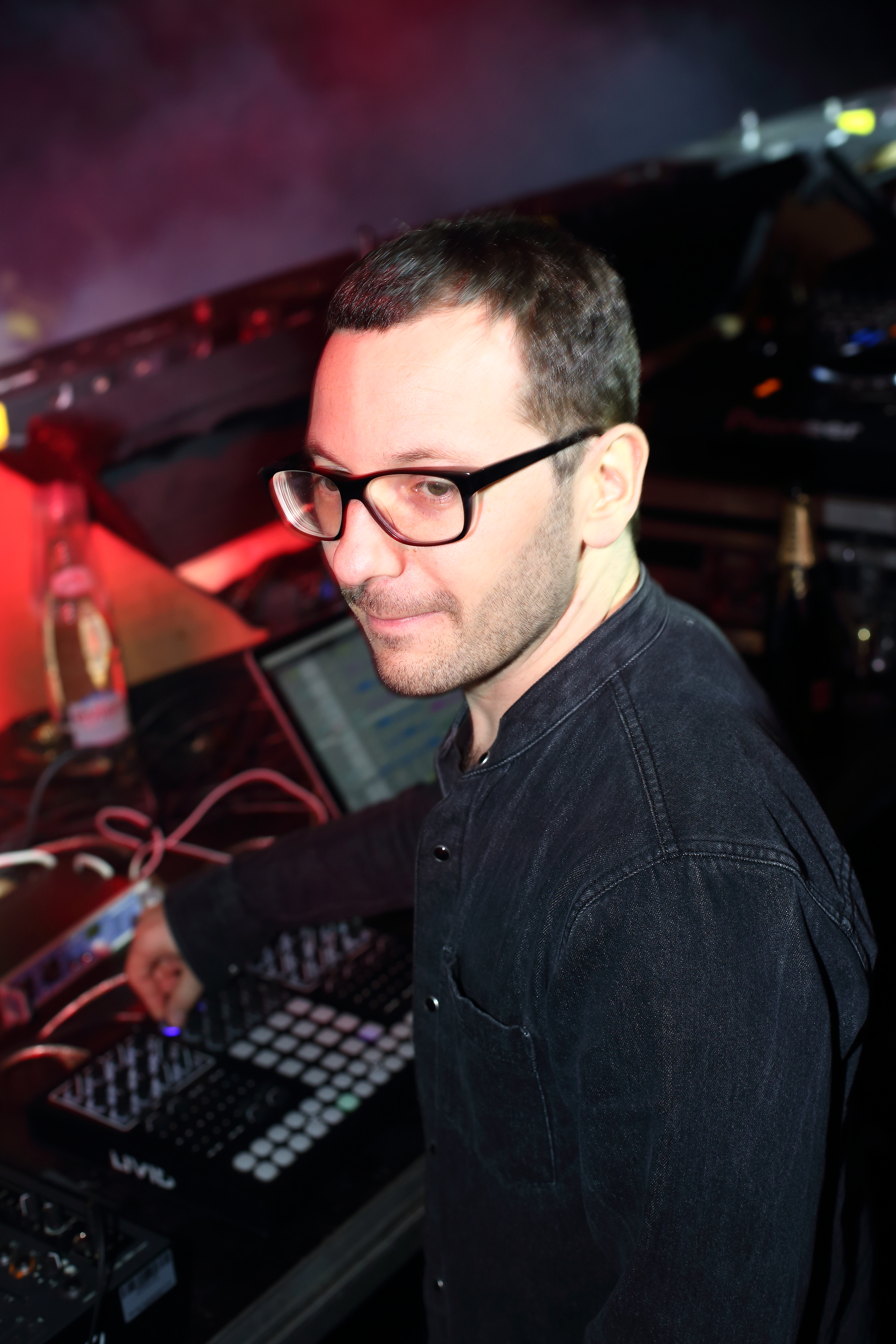
Hemmann in 2014

Marek Hemmann (Jena, 1979) is een Duitse muzikant. Naast het produceren van elektronische muziek, en dan voornamelijk minimal techno, treedt Marek Hemmann op als live-artiest. Hij maakt hierbij gebruik van een laptop en enkele hardware-apparaten. Zijn platen worden voornamelijk uitgebracht door de labels Freude am Tanzen en Raum Musik. Samen met Matthias Kaden vormt hij het duo Hemmann & Kaden.

## Muzikale carrière
Marek Hemmann begon zijn muzikale carrière op de gitaar, maar al vroeg in zijn jeugd werd hij gegrepen door elektronische muziek en ging hij aan de slag met een sampler en synthesizer. In 1999 trad Marek Hemmann voor het eerst op, in 2006 kwam zijn eerste soloplaat, Mini 24 EP, uit. Daarvoor produceerde hij al enkele platen samen met Matthias Kaden. Tegenwoordig geeft Marek Hemmann overal optredens. Ook in Nederland geniet Marek Hemmann bekendheid, zo stond hij in de zomer van 2007 op het Awakenings Festival te Spaarnwoude.

## Discografie
| Jaar | EP            | Label                    |
| ---- | ------------- | ------------------------ |
| 2006 | Mini 24       | Raum Musik               |
| 2006 | Ropy          | Milnor Modern            |
| 2007 | Lowdown       | Raum Musik               |
| 2007 | Monsieur Juno | Glückskind Schallplatten |
| 2008 | Junoka        | Freude Am Tanzen         |